# Kyle Labine
Pour les articles homonymes, voir Labine.
Kyle Labine est un acteur canadien né le 7 avril 1983 à Brampton en Ontario. Il est surtout connu pour son rôle de Freeburg dans le film Freddy contre Jason.
Il est le frère de l'acteur Tyler Labine. Il est le seul acteur à ce jour à avoir tourné à la fois dans un film de la série  basée sur le personnage de Freddy Krueger, un film de la série basée sur Jason Voorhees et un film de la série basée sur Michael Myers.

## Filmographie
- 2007 : Blonde and Blonder : le porteur
- 2007 : Ogre : Terry
- 2007 : La Compagnie des glaces : Kurt Masters (16 épisodes, 2007-2008)
- 2002 : Freddy contre Jason : Freeburg
- 2002 : Perfect score : Dave
- 2002 : Mes Démêlés avec le diable : Randy
- 2001 : Halloween : Résurrection : un gars à la fête
- 2000 : Mr. Rice's Secret : Jonathan
- 1989 : Les Contes d'Avonlea : Davey Keith

Téléfilms
- 2008 : Samurai Girl : Otto
- 2000 : Ratz : Rod
- 1997 : Dog's Best Friend : Sam Handel

Série TV
- 1996 : Chair de poule (Goosebumps) (TV) : (2 épisodes, Le Sang du monstre et Le Sang du monstre : Le Retour) : Evan Ross
- 2006 : La Compagnie des glaces série télévisée de Paolo Barzman